# Sphaeromachia
Sphaeromachia är ett släkte av fjärilar. Sphaeromachia ingår i familjen björnspinnare.
Kladogram enligt Catalogue of Life:
| Sphaeromachia | \| \| Sphaeromachia cubana \| \| \| \| \| \| Sphaeromachia gaumeri \| \| \| \| |
|               | \| \| Sphaeromachia cubana \| \| \| \| \| \| Sphaeromachia gaumeri \| \| \| \| |
|               | Sphaeromachia cubana                                                           |
|               |                                                                                |
|               | Sphaeromachia gaumeri                                                          |
|               |                                                                                |